# 電力流通
電力流通（でんりょくりゅうつう）とは、需要家に適切な電力を供給するため、システムの構築とその運用を行うことである。
電力需要が社会の状況によって変化し、また、電力系統の構築には長期間の多額の投資が必要であるので長期的視野で対応しなければならない。

## 電力需要の長期予想
電力需要の長期予想を行う場合、景気動向や一般家庭の生活スタイルの変化など多くの要素を見積もる必要がある。また、エネルギー需給・環境問題は地球規模での検討が必要である。

## 電力設備整備計画
予備力を確保した上で予想された電力需要をまかなうのに必要な電力系統を構築しなければ産業活動・市民生活に重大な支障をきたす。また、発電所・送電系統・変電所の整備には多額の投資が必要であり、地元の反対運動などで長い期間を要することが多い。
そのため、電力設備整備計画には、認可制度や補助金などで国の関与も大きい。